# San Francisco Cable Car Museum
Le Cable Car Museum (littéralement le Musée des tramways à traction par câble) est un musée situé à San Francisco aux États-Unis.

## Culture et patrimoine
- Fondé en 1974, il expose des Cable Cars de San Francisco et présente l'histoire du transport en tramway de la ville.

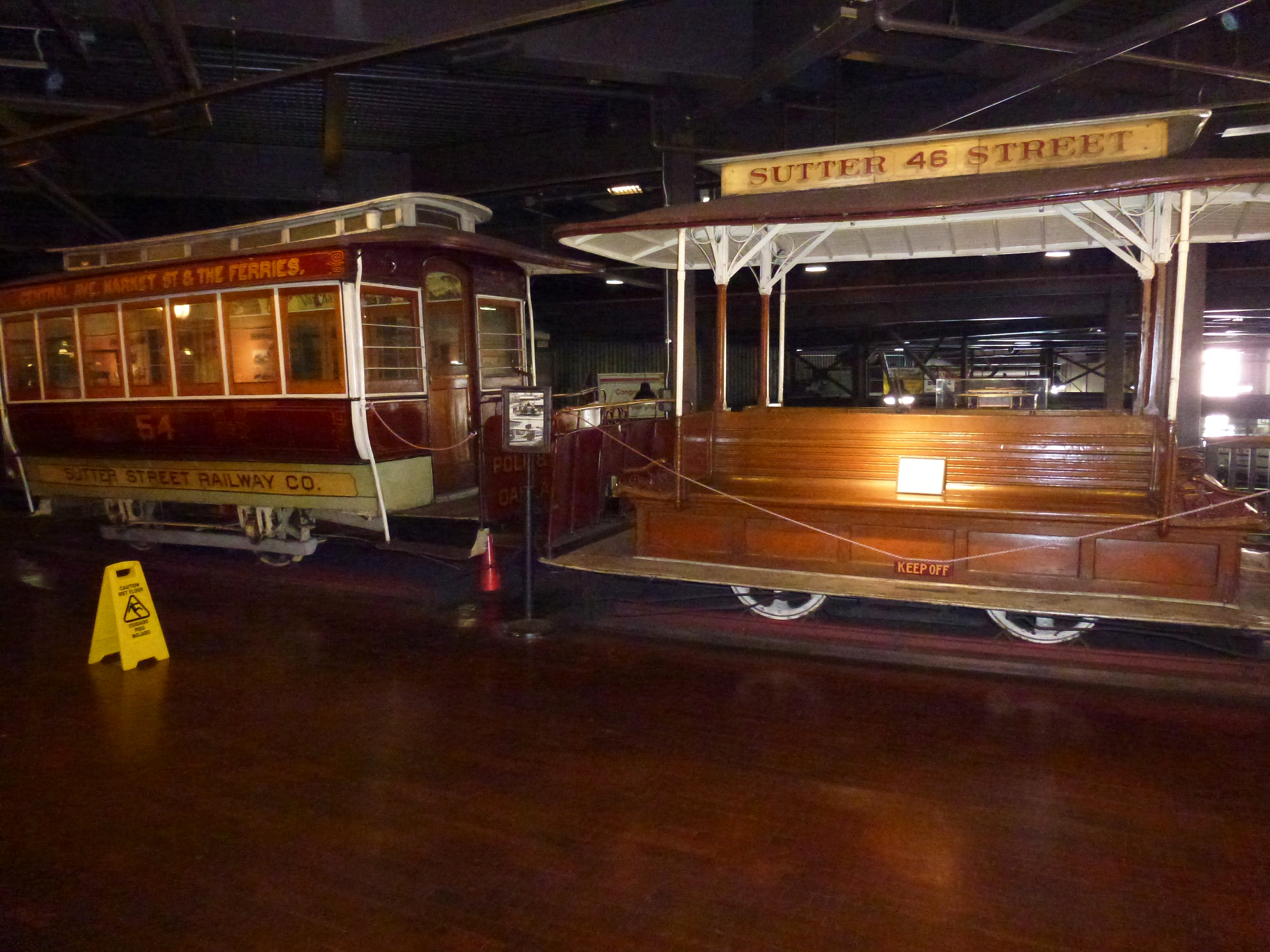
Wagon Sutter street Railway Co
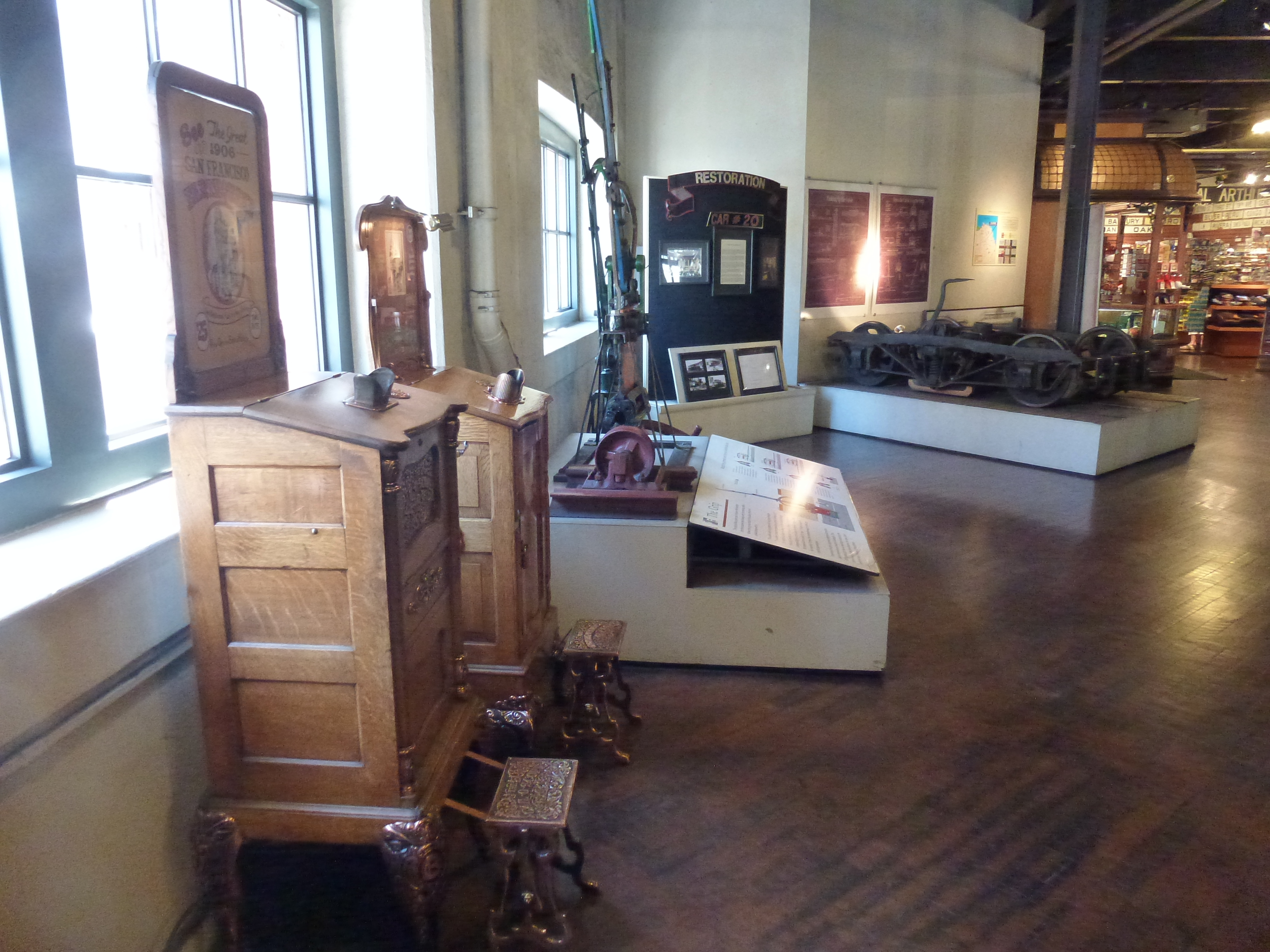
Salle des machines restaurées
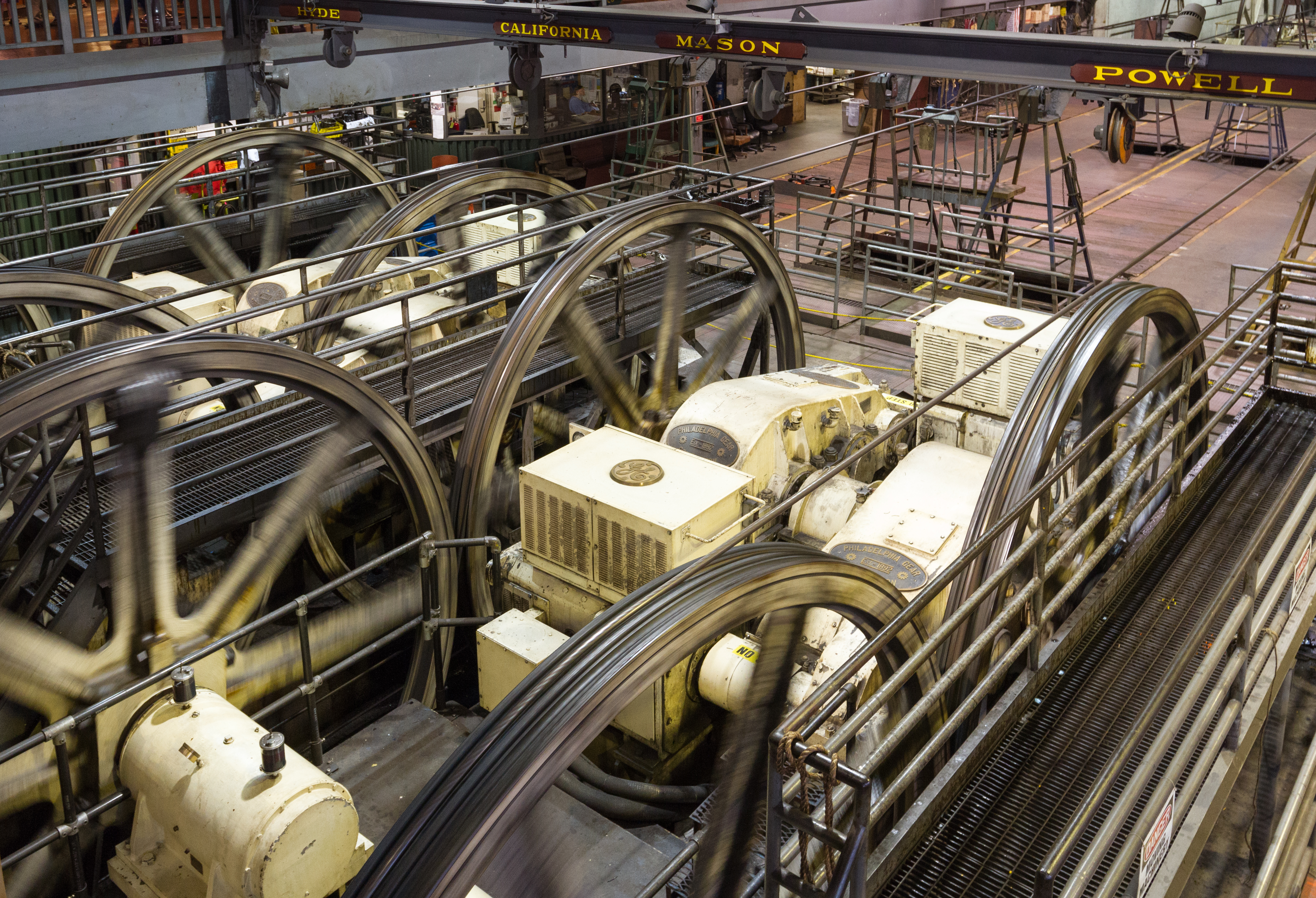
Moteurs et engrenages du système de traction